# Man-Child
Man-Child ist ein Musikalbum des Jazzpianisten Herbie Hancock, das 1975 bei Columbia Records veröffentlicht wurde und dem Jazzfunk zugeordnet wird.

## Hintergrund
Das Album ist ein Funk beeinflusstes Album von Hancock und stellt eine weitere Abkehr vom „spacigen höheren Atmosphären-Jazz“, wie er es nannte, seiner früheren Karriere dar. Gleichzeitig war es das letzte Album der Gruppe The Headhunters, deren Kern Paul Jackson, Bill Summers, Harvey Mason, Bennie Maupin und Mike Clark bildeten und mit denen Hancock in den Jahren davor auf verschiedene Tourneen gegangen und Aufnahmen gemacht hatte.
Die Stücke sind von kurzen, sich wiederholenden Riffs in der Rhythmusgruppe, der Bläser-Sektion und Bass-Linien gekennzeichnet. Man-Child weist weniger Improvisations-Elemente der Bandmitglieder auf und konzentriert sich auf Riffs mit kurzen Soli der Horn-Sektion und von Hancock selbst auf dem Synthesizer und dem Fender-Rhodes-Klavier über den sich wiederholenden Riffs.
Auf diesem Album setzt Hancock auch verstärkt E-Gitarren ein, in Fortführung seiner Arbeiten auf dem Album Fat Albert Rotunda, das er fünf Jahre vorher aufgenommen hatte. Die Gitarristen auf diesem Album sind Wah Wah Watson, DeWayne „Blackbyrd“ McKnight und David T. Walker.
Eine ausgiebige Nutzung des Wah-Wah-Pedals und die Akzentuierung der Akkorde auf dem Upbeat statt auf dem Downbeat gibt dem Album einen deutlich funkigeren Rhythmus, der durch Stops gebrochen ist. Die Riffs sind schnell und mit sich wiederholenden Mustern, die mehrere Stimmen kombinieren (das heißt, Hörner, Klavier, Bass, Synthesizer, Gitarre, kurze Gesangseinlagen von Stevie Wonder und Herbie Hancock, Schlagzeug und Perkussion). Die Horn-Sektion in Hang Up Your Hang-Ups spielt die Riffs unisono, die abwechselnd von E-Piano, Synthesizer und E-Gitarre in kurzen Perioden von Call and Response beantwortet werden.

## Rezeption
Alex Henderson schrieb bei allaboutjazz über das Album: „Die, die ihren Jazz mit viel Funk mögen, sollten dieses Album nicht verpassen.“
Nach Ansicht von Richard Cook und Brian Morton, die das Album im Penguin Guide to Jazz lediglich mit drei Sternen auszeichneten, sei Man-Child so etwas wie eine Farbtafel für seine Bands Mitte der 1970er-Jahre gewesen, kräftig in der Textur und treibend voller neuer Ideen.

## Albumstücke
1. Hang Up Your Hang Ups (Hancock, Ragin, Jackson) – 7.27
2. Sun Touch – 05.09
3. Traitor (Hancock, Ragin, Johnson, Shorter) – 9.36
4. Bubbles (Hancock, Ragin) – 8.59
5. Steppin’ in It – 08.36
6. Heartbeat (Hancock, Ragin, Jackson) – 5:15

(Alle Kompositionen von Herbie Hancock, sofern nicht anders vermerkt)

## Coverversionen
Janet Jackson coverte Hang Up Your Hang Ups für ihren Song All Nite (Don’t Stop). Die Fantastischen Vier coverten Hang Up Your Hang Ups für ihren Song Nenn Ihn Präsident auf ihrem Album 4 Gewinnt.